# Martina Radić

Martina Radić (djevojački: Martina Đurđević, Bjelovar, 2. siječnja 1992.) hrvatska je operna pjevačica, mezzosopran.
Rođena je u Bjelovaru 2. siječnja 1992. godine. Pohađala je paralelno Gimnaziju Bjelovar i Glazbenu školu „Vatroslava Lisinskog” u Bjelovaru, smjer pjevanje. Magistrirala je pjevanje na Muzičkoj akademiji Sveučilišta u Zagrebu u klasi prof. Lidije Horvat Dunjko. Ostvarila je niz prvih i drugih nagrada na solističkim natjecanjima, u komornim sastavima te u disciplini solfeggio.
Uz Zagrebački orkestar mladih ostvarila je uspješne nastupe kao solistica u Mozartovoj Velikoj misi u c-molu. U suradnji s kazalištem "Mala scena" debitirala je ulogom Fidalme u operi „Il matrimonio segreto” Domenica Cimarose. Surađivala je sa simfonijskim orkestrom Muzičke akademije te sa Zagrebačkom filharmonijom, pod ravnanjem Pavla Dešpalja i Leopolda Hagera. Pjevala je u Zboru Hrvatske radio televizije.
Sudjelovala je u emisiji HRT-a ‘A strana‘. Od 2017. surađuje s Matijom Cvekom kao prateći vokal i stalni je član njegovog benda „The Funkensteins”. Osvojila je nominaciju za nagradu Porin u kategoriji najbolje izvedbe grupe s vokalom za pjesmu ‘Nekad je bilo bolje’ koju izvodi s Matija Cvek i „The Funkensteins”.
Profesorica je solo pjevanja u Umjetničkoj školi „Fortunat Pintarić” u Koprivnici, a prethodno je bila profesorica pjevanja u Rock akademiji u Zagrebu i Umjetničkoj školi „Franje Lučića” u Velikoj Gorici.